# Piazza Bellini (Napulj)
Piazza Bellini je trg u središtu Napulja u Italiji. Njegovom zapadnom stranom prolazi Via Santa Maria di Costantinopoli. Jedan blok južnije je Decumanus Maximus (koji je također dio Via dei Tribunali).
Piazza je na tom mjestu bila prisutna do 17. stoljeća, a brojne velike palače i zgrade izgrađene su ili sada leže oko mjesta, uključujući palače Firrao-Bisingano, Castriota Scanderbeg i Principi di Conca. Blok sjeverno na Via Constantinopoli nalazi se Akademija likovnih umjetnosti. Piazza je također okružena s juga bivšim samostanom Sant'Antonio delle Monache (danas Biblioteca di Ricerca Area Umanistica) kod Port'Albe, u kojem se sada nalazi knjižnica Fakulteta za književnost i filozofiju Sveučilišta u Napulju u Palazzo dei Principi di Conca.
Godine 1886. trg je dobio kip Alfonsa Bazzica, koji prikazuje slavnog skladatelja Vincenza Bellinija, koji je bio povezan s obližnjim Glazbenim konzervatorijem San Pietro a Majella, koji se nalazi južno, na Via dei Tribunali. U početku je skladateljeva statua nadvisivala četiri ženske biste koje su predstavljale četiri junakinje njegovih opera: Normu, Giuliettu, Aminu i Elviru, no one su u međuvremenu izgubljene. 

## Grčke zidine
Godine 1954. su otkrivene podzemne ruševine nekadašnjih zapadnih zidina starogrčkog grada Neapolisa, a dio ruševina zidova ostao je izložen u rupi na trgu.
Antička razina bila je oko 10 m niža od današnje, a ovaj dio zida išao je duž ruba brda koje je sada potpuno izravnano, a na vrhu doline koja je sada također ispunjena (via Costantinopoli - via San Sebastiano). Znanstvenici se ne slažu u datiranju ovog dijela zidina: nekada je sve bilo datirano u 4. stoljeće prije Krista kao produžetak zidina pronađenih u via del Sole; danas se smatra da je iz 5. st. pr. Kr., ojačana u 4. st. pr. ali iskopavanja 1984. nisu potvrdila 4.st. datuma i problem stoga ostaje otvoren.

## Vanjske poveznice
|  | Zajednički poslužitelj ima još gradiva o temi Piazza Bellini (Napulj) |